# Kyle Canning
Kyle Eugene Canning es un personaje ficticio de la serie de televisión australiana Neighbours, interpretado por el actor Christopher Milligan del 26 de noviembre del 2008 hasta el 8 de abril del 2016. El 2 de abril del 2019 regresó a la serie.

## Biografía
Al inicio Kyle apareció como un estudiante de Erinsborough High y amigo Justin Hunter, quien se la pasaba molestando a otros estudiantes.
A principios del 2014 Georgia Brooks descubre que está embarazada y que está esperando un hijo con Kyle, sin embargo lamentablemente tiempo después Georgia pierde al bebé. En junio del 2014 Kyle le propone matrimonio por segunda vez a Georgia y ella acepta.
El 8 de abril del 2016 después de que Georgia regresar y le dijera que quería intentar las cosas nuevamente, Kyle decide mudarse con ella a Alemania, lugar donde Georgia había obtenido un trabajo como enfermera.